# Ladysmith Black Mambazo

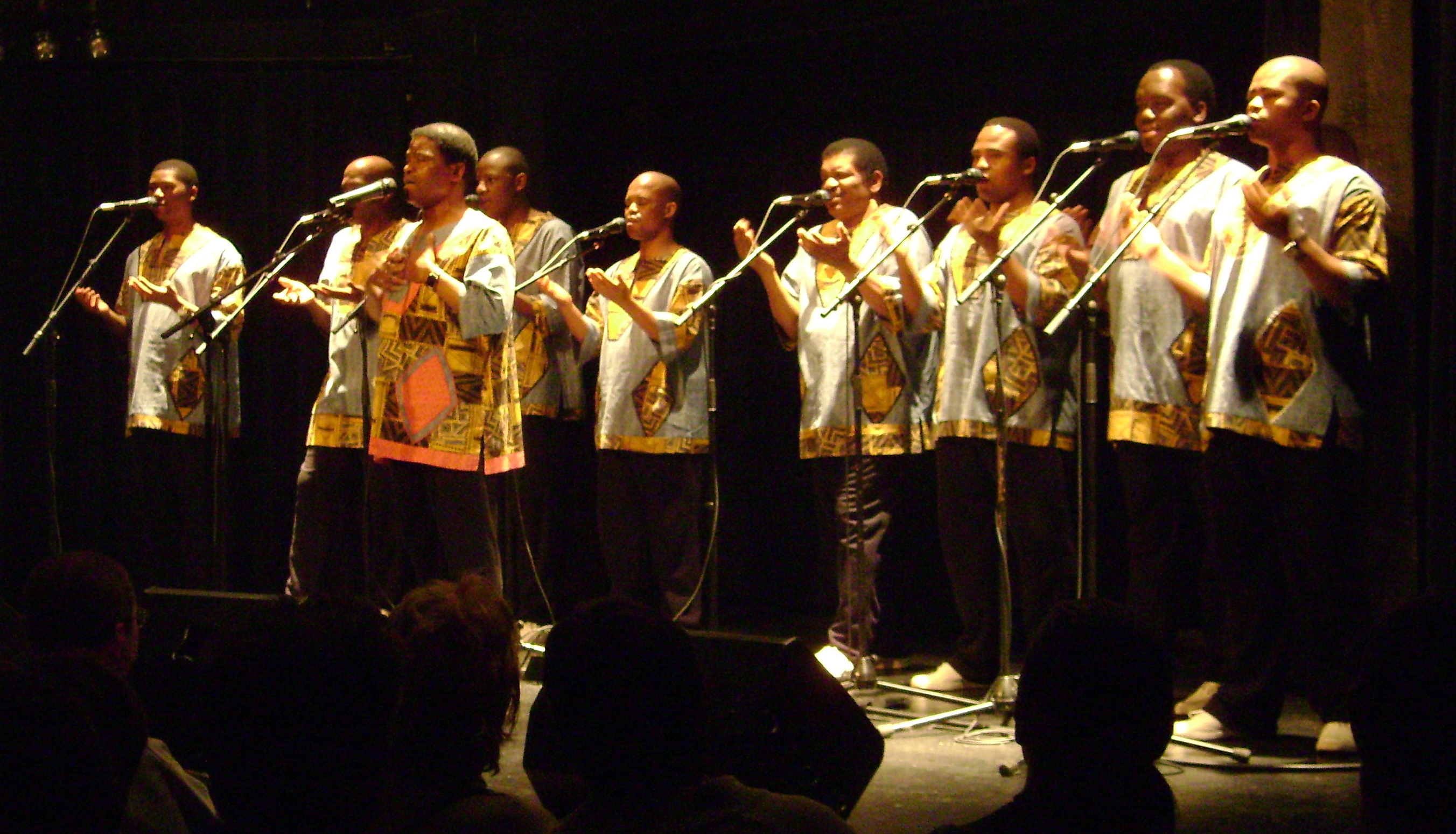
Ladysmith Black Mambazo.

Ladysmith Black Mambazo är en manskör från Sydafrika och sjunger i isicathamiya- och mbube-traditionen. Kören bildades 1960 av Joseph Shabalala och blev senare en av Sydafrikas mest produktiva grupper som belönats med både guld- och platinaskivor. De fick ett internationellt genombrott 1986 efter samarbetet med Paul Simon på dennes skiva Graceland. Kören reser över hela världen och berättar om Sydafrika och sydafrikansk kultur.